# Rue Saint-Bon
Pour les articles homonymes, voir Saint-Bon (homonymie).
La rue Saint-Bon est une voie, ancienne, du 4e arrondissement de Paris, en France.

## Situation et accès
La rue Saint-Bon est une voie publique située dans le 4e arrondissement de Paris. Elle débute au 82, rue de Rivoli et se termine au 91, rue de la Verrerie.
La rue Saint-Bon comporte une première partie allant de la rue de Rivoli jusqu’au débouché de la rue Pernelle (entre le no 7 et le no 9). Un escalier barre ensuite la rue et permet d’atteindre une seconde partie plus étroite allant jusqu’à la rue de la Verrerie.
Le quartier est desservi par les lignes 1 et 11 à la station Hôtel de Ville.

## Origine du nom
Cette rue a pris son nom de la chapelle Saint-Bon qui y était située.

## Histoire

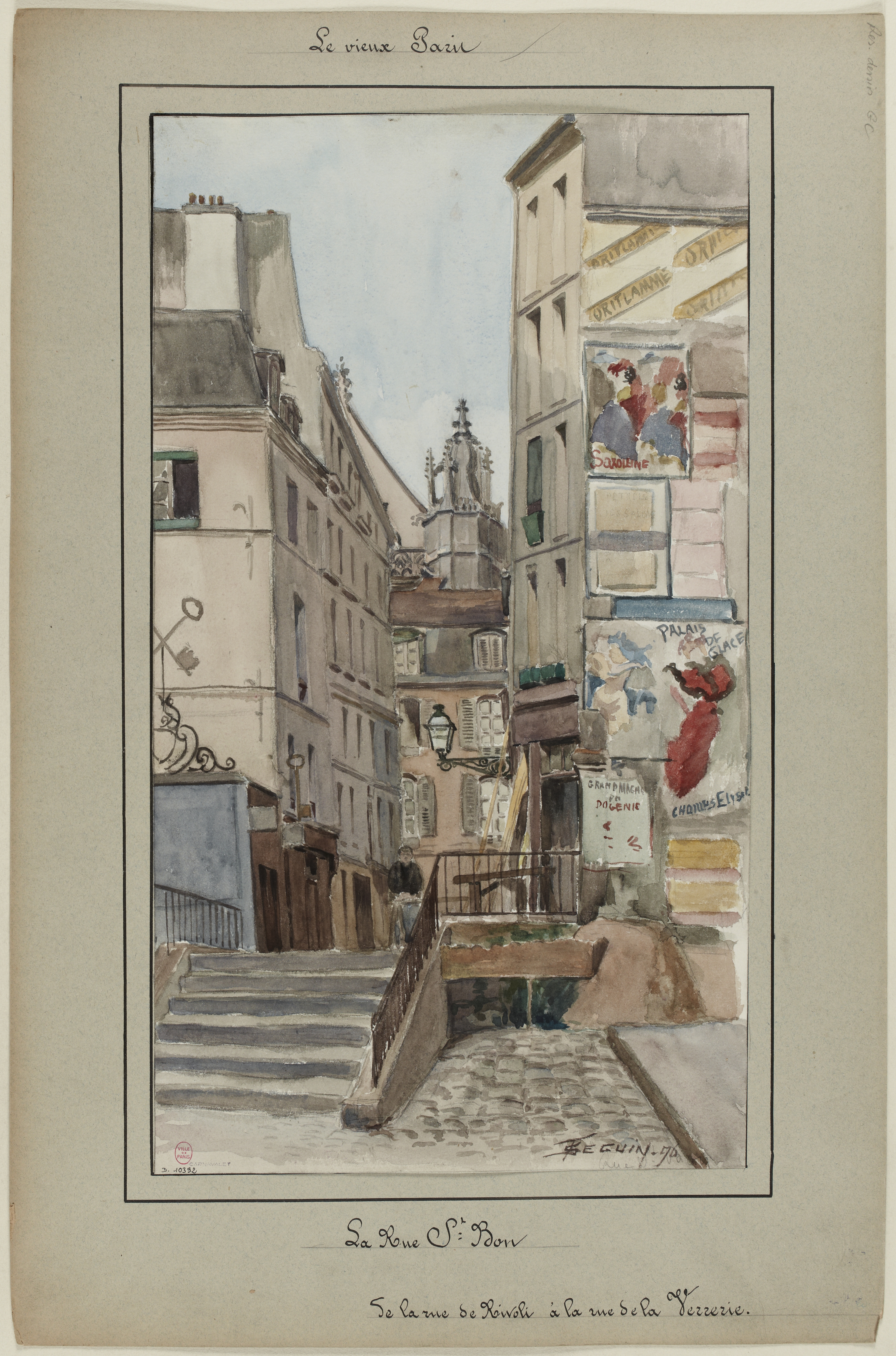
Rue Saint Bon, de la rue de Rivoli à la rue de la Verrerie, dessin de F. Séguin, 1896, musée Carnavalet.

La rue donne accès au sud du monceau Saint-Merri, l'un des tertres émergeant de la zone inondable et les premiers noyaux de peuplement de la rive droite au cours du Haut-Moyen-Âge, avec le monceau Saint-Gervais, le monceau Saint-Germain-l'Auxerrois et le monceau Saint-Jacques
Si elle n'est pas expressément citée dans Le Dit des rues de Paris de 1280-1300, Guillot de Paris indique toutefois « Puis truis les “deux rues Saint Bon” ». Il est donc certain que cette rue existait avant cette époque et que la seconde était appelée « ruelle Saint-Bon ».
Au XIVe siècle, plusieurs maisons de cette rue appartenaient au Chapitre de Notre-Dame de Paris.
Elle est citée sous le nom de « rue Saint Bon » dans un manuscrit de 1636 ou le procès-verbal de visite, en date du 22 avril 1636, indique : « que nous avons trouvé la plus grande partie salle et pleine d'immundices ». 
Une décision ministérielle du 15 floréal an V (4 mai 1797) signée Bénézech fixe la moindre largeur de cette voie publique à 6 mètres. Cette largeur est portée à 10 mètres, en vertu d'une ordonnance royale du 22 mai 1837.
Au XIXe siècle, la rue Saint-Bon, d'une longueur de 88 mètres, qui était située dans l'ancien 7e arrondissement, quartier des Arcis, commençait aux 18-20, rue Jean-Pain-Mollet et finissait aux 91-93, rue de la Verrerie,.
Les numéros de la rue étaient noirs. Le dernier numéro impair était le no 15 et le dernier numéro pair était le no 16.
Le prolongement de la rue de Rivoli au début des années 1850 de la place de l'Oratoire à la rue Saint-Antoine entraine la suppression de la rue du Jean-Pain-Mollet et le nivellement des terrains de ce nouvel axe avec ses abords. Depuis cette date, la rue comprend une partie ancienne étroite au niveau du monceau Saint-Merri et une partie basse au niveau de la rue de Rivoli, bordée d'immeubles haussmanniens construits à la suite de cette percée, ces deux tronçons étant reliés par un escalier.
Le 2 avril 1918, durant la première Guerre mondiale, un obus lancé par la Grosse Bertha explose au no 3 rue Saint-Bon.

## Bâtiments remarquables et lieux de mémoire
- No  8 : en 1828, à cet emplacement, se trouvait la boutique d'un marchand d'huile sur l'emplacement de la chapelle Saint-Bon ayant fait suite à une église plus ancienne, dite église Sainte-Colombe (nos 8-10-12). Cette chapelle fut supprimée en 1790 et vendue comme propriété nationale à la Révolution[7].
- No  12 : à cet endroit se trouvait la chapelle Sainte-Colombe devenue la chapelle Saint-Bon, identifiée par Mme Lombard-Jourdan, dont la fondation remonterait à saint Éloi vers 630[8],[9]. Des sarcophages de plâtre furent découverts à cet endroit, ce qui tend à donner une datation basse[10].

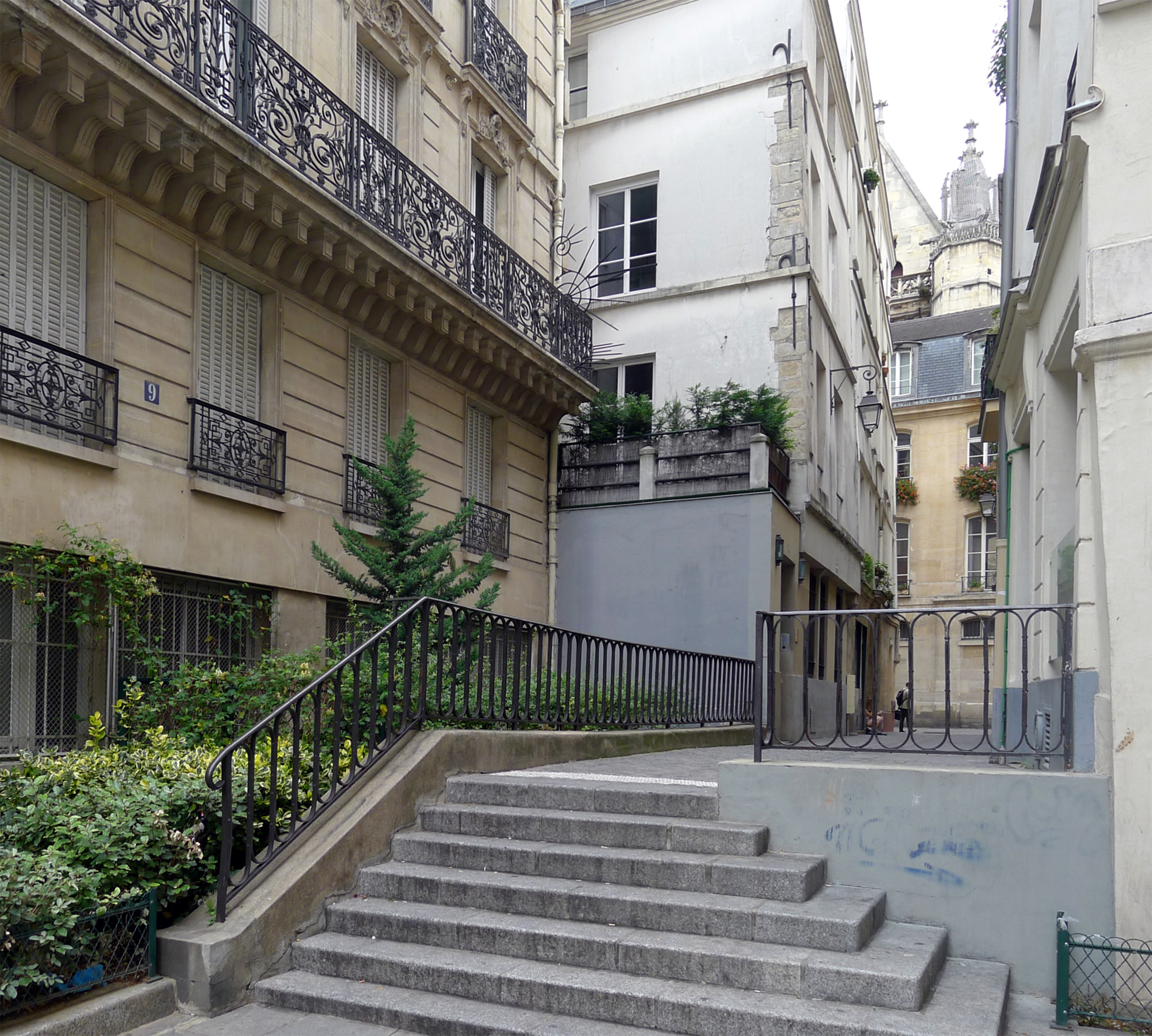
Rue Saint-Bon au niveau de l'escalier central.
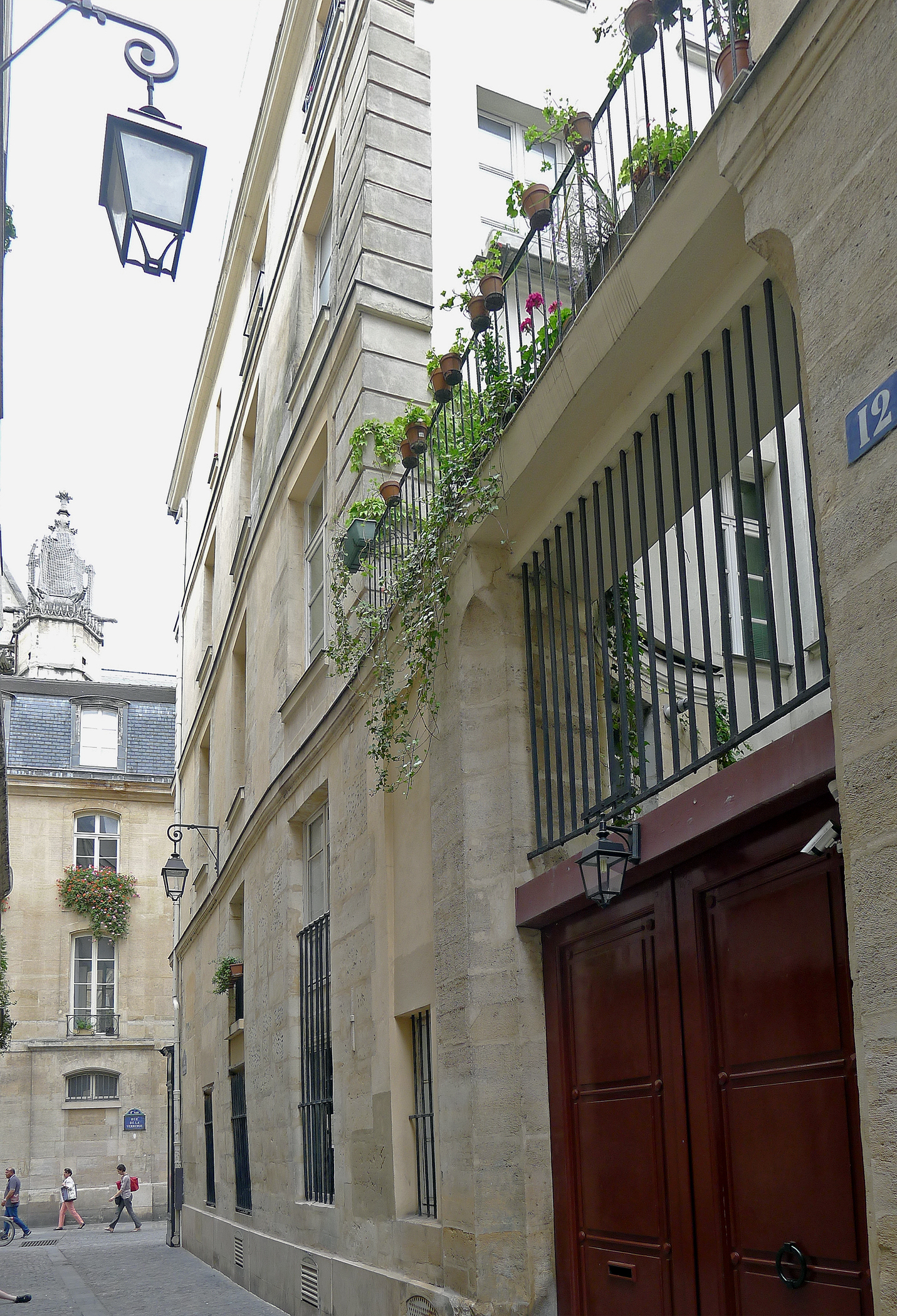
No 12.

### Chapelle Saint-Bon
Elle était située, au XIXe siècle, au 8, rue Saint-Bon.
Sa date de construction n'est pas connue. Toutefois, dans une bulle du pape Innocent II de l'année 1136, il est fait mention pour la première fois de la « chapelle Saint-Bon » appartenant à l'abbaye de Saint-Maur-des-Fossés,.
C'était une petite chapelle d'une construction très ancienne. Son sol était plus bas que le pavé des rues et prouvait l'exhaussement progressif de Paris. On y voyait une tour qui avait été probablement construite vers le XIe siècle. Cette chapelle, démolie en 1792, fut remplacée par un corps de garde, puis par une maison particulière qui porta, au XIXe siècle, le no 8.